# Licencja komercyjna
Licencja komercyjna – licencja pozwalająca na użytkowanie, często markowych, produktów (w tym programów) w celach komercyjnych. Obejmuje ona m.in. programy oparte na innych niekomercyjnych licencjach, które mogą zostać użyte w celach zarobkowych dopiero po wykupieniu licencji komercyjnej. Ograniczenia w tych licencjach dotyczą prawa użytkowania, kopiowania, rozpowszechniania, modyfikowania programów oraz często zabezpieczają ich kody źródłowe.